# Полынь пижмолистная
Полынь пижмолистная — многолетнее травянистое растение, вид рода Полынь семейства Астровые или Сложноцветные (Asteraceae).

## Ботаническое описание
Травянистый короткокорневищный многолетник с полурозеточным прямостоячим побегом до 60 см высотой. Или многолетник с длинным корневищем и одиночными слабо-олиственными стеблями, высотой 50-110 см, внизу голыми, вверху с тонкими спутанными волосками.
Пластинка листа в очертании продолговато-овальная, дважды- или почти триждыперисторассечённая, 4-8 см длиной, сверху точечно-выемчатая, опушенная двураздельными волосками. Первичные доли продолговато- эллиптические, косо вверх направленные или расположены перпендикулярно к оси черешка. Конечные доли продолговатые. Самые верхние листья продолговато-ланцетные.
Соцветие — кистевидное или негустая метёлка, около 10–12 см длиной, состоящая из длинных кистей.
Корзинки 4–5 (6) мм диаметром, шаровидные, поникающие. Листочки обёртки овально-эллиптические, буроватые, с бело-пленчатым краем, внешние из них волосистые. Краевые цветки женские, с узким трубчатым венчиком, внутренние цветки обоеполые
Семянки яйцевидно-продолговатые около 1,5 мм длиной, темно-бурые, уплощенные, ребристые, наверху с выпуклой площадкой.

## Распространение и экология
Евразийский ареал — Восточная  Европа (изолированные местонахождения), Восточная Сибирь, Средний и Южный Урал, Северная Монголия, Дальний Восток. Северная Америка. На севере европейской части России встречается в Ленинградской области, вероятно, как заносное растение.
Растет в сухих сосновых и лиственных лесах, светлохвойных лесах, по их опушкам, в кустарниковых зарослях.
Весенне-летне-осенне-зеленый вид. Отрастает в мае. Цветет в августе. Семена не завязываются. Размножается только вегетативно. Формирует плотные заросли. Осенью образуются новые вегетативные розетки листьев. Малозасухоустойчив, зимостоек.

## Классификация

### Таксономия[4]
Artemisia tanacetifolia L., 1753, Sp. Pl. : 848
Вид Полынь пижмолистная относится к роду Полынь (Artemisia) семействa Астровые (Asteraceae) порядка Астроцветные (Asterales). Кладограмма в соответствии с Системой APG IV:
|  |                                      |  |                                   |                                   |                    |  | ещё 10 семейств | ещё 10 семейств |                     |  |  |  | еще 416 подтвержденных и 406 в статусе "непроверенных" видов и инфравидовых таксонов |
|  |                                      |  |                                   |                                   |                    |  | ещё 10 семейств | ещё 10 семейств |                     |  |  |  | еще 416 подтвержденных и 406 в статусе "непроверенных" видов и инфравидовых таксонов |
|  |                                      |  |                                   | порядок Астроцветные              |                    |  |                 |                 | род Полынь          |  |  |  |                                                                                      |
|  |                                      |  |                                   | порядок Астроцветные              |                    |  |                 |                 | род Полынь          |  |  |  |                                                                                      |
|  | отдел Цветковые, или Покрытосеменные |  |                                   |                                   | семейство Астровые |  |                 |                 | Полынь пижмолистная |  |  |  |                                                                                      |
|  | отдел Цветковые, или Покрытосеменные |  |                                   |                                   | семейство Астровые |  |                 |                 |                     |  |  |  |                                                                                      |
|  |                                      |  | ещё 63 порядка цветковых растений | ещё 63 порядка цветковых растений |                    |  |                 | ещё 1804 рода   | ещё 1804 рода       |  |  |  |                                                                                      |
|  |                                      |  |                                   | ещё 63 порядка цветковых растений |                    |  |                 |                 | ещё 1804 рода       |  |  |  |                                                                                      |

### Синонимы
- Absinthium tanacetifolium  Gaertn.
- Artemisia orthobotrys  Kitag.
- Artemisia serreana  Pamp.
- Artemisia tanacetifolia var. tanacetifolia